# Kurt Neumann (Politiker, 1927)
Kurt Neumann (* 5. März 1927 in Alzey; † 28. Mai 2018 ebenda) war ein deutscher Verwaltungsbeamter und Politiker (SPD).

## Leben
Neumann besuchte von 1933 bis 1941 die Volksschule und von 1941 bis 1944 die kaufmännische Berufsschule, während er 1941–1944 eine Verwaltungslehre absolvierte. 1951 legte er die Erste und 1965 die Zweite Verwaltungsprüfung ab. Von 1948 bis 1967 war er Personalratsvorsitzender bei der Kreisverwaltung Alzey und später büroleitender Beamter bei der Kreisverwaltung Alzey-Worms, zuletzt als Oberamtsrat.

## Politik
1956 trat er der SPD bei und war ab 1960 Mitglied des Ortsvereinsvorstands und 1973 Ortsvereinsvorsitzender Alzey. Seit 1972 gehörte er dem SPD-Unterbezirksvorstand Alzey-Worms an. 1960 wurde er Mitglied des Stadtrats Alzey und 1969 Beigeordneter, später Erster Beigeordneter (Baudezernent).
Am 16. Juni 1982 rückte er für Walter Zuber in den neunten Landtag Rheinland-Pfalz nach, dem er zwei Wahlperioden lang, bis 1987 angehörte. Im Landtag war er Mitglied im Innenausschuss (9. Wahlperiode) und  im Ausschuss für Landwirtschaft, Weinbau und Forsten (10. Wahlperiode).
Daneben war er Mitglied im Aufsichtsrat der Energie- und Wasserversorgung Alzey, im Verwaltungsrat der Wiederaufbaukasse, im Deutschen Gewerkschaftsbund, in der Gewerkschaft Öffentliche Dienste, Transport und Verkehr, in der Industriegewerkschaft Bau-Steine-Erden und in der Gewerkschaft der Polizei.
1987 erhielt er das Bundesverdienstkreuz Erster Klasse. 1992 verlieh ihm der Stadtrat von Alzey die Ehrenbürgerwürde.